# Alberto Moravia (opere e poetica)
Alberto Moravia, pseudonimo di Alberto Pincherle (Roma, 28 novembre 1907 – Roma, 26 settembre 1990), è stato uno scrittore italiano.
È considerato uno degli scrittori più importanti del XX secolo.

## Opere

### I primi scritti
Moravia inizia a scrivere i suoi primi racconti sulla rivista '900 alla quale collabora a partire dal 1927: Cortigiana stanca (1927), Delitto al circolo del tennis (1928), Il ladro curioso e Apparizione (1929).

### Gli Indifferenti
Il successo ottenuto con il primo romanzo Gli indifferenti (1929), che viene visto dalla critica come esempio di romanzo esistenzialista e di stampo dostoevskijano, gli permette di proseguire la sua attività di scrittore e gli apre le porte del giornalismo.

### Gli scritti del periodo fascista
Durante il periodo fascista, che penalizzava la sua origine ebraica da parte del padre, la sua opera viene tenuta sotto controllo e alcuni suoi scritti vietati, come le recensioni a Le ambizioni sbagliate (1935), o sequestrati, come La mascherata (1941) o addirittura ne viene impedita la pubblicazione come nel caso di Agostino (1943).
Moravia però non rinuncia alla scrittura e scrive comunque opere di carattere allegorico e continua l'attività giornalistica firmando i suoi interventi con uno pseudonimo.
Esce in questo periodo la raccolta di racconti La bella vita (1935), L'imbroglio (1937) e I sogni del pigro (1940).

### Gli scritti dopo la guerra
Terminata la guerra e trascorsi alcuni anni all'estero, lo scrittore riprende liberamente a scrivere e, oltre a dedicarsi al giornalismo, s'interessa di cinema, di teatro e di saggistica.
Per il teatro scriverà  Beatrice Cenci nel 1958, Il dio Kurt nel 1968, La vita è gioco nel 1969 e come saggista L'uomo come fine nel 1963 e l'Impegno controvoglia nel 1982.

### Agostino
Nel 1945 lo scrittore potrà pubblicare Agostino, la storia di un ragazzo di tredici anni e dei suoi primi approcci con il sesso dopo la scoperta che la madre lo "tradisce" con un altro uomo.

### I romanzi politici
Due anni dopo, nel 1947, vedrà la luce il romanzo La romana, romanzo politico come tutti gli altri di questo periodo, che narra la storia di una giovane prostituta che agisce in un ambiente di polizia fascista e di cospiratori antifascisti. Seguono, al ritmo di un anno di distanza, La disubbidienza (1948) e L'amore coniugale (1949) nei quali lo scrittore fa una critica all'istituzione borghese del matrimonio.
Sempre al genere politico appartiene il romanzo Il conformista del 1951, nel quale spicca la storia di un uomo che diventa una spia dell'OVRA ed è tra i partecipanti all'assassinio dei fratelli Rosselli, e una tra le opere più famose dello scrittore, La ciociara del 1957 nel quale lo scrittore, rievocando i propri ricordi, descrive il mondo degli sfollati, durante la seconda guerra mondiale, che attendono con ansia in montagna che arrivino gli alleati. A questo romanzo si ispirò il regista Vittorio De Sica per la sua famosa versione cinematografica.
Tra i romanzi politici si annovera I due amici, scritto nel 1952 ma rimasto incompiuto e pubblicato da Bompiani nell'ottobre del 2007. I tre frammenti recuperati nel Fondo Moravia tra carte e manoscritti dell'autore narrano, come Moravia stesso ebbe a dire nel 1953 in un'intervista, "La storia di alcuni ragazzi comunisti e delle loro vicende amorose in rapporto all'ideologia politica".

### I romanzi legati alle nuove tendenze letterarie
Nel romanzo Il disprezzo del 1954 e nei successivi, lo scrittore propone le tematiche adeguate alle nuove tendenze letterarie e culturali, come quella dell'alienazione, anche se la linea essenziale che lo guida rimane sempre l'osservazione della realtà.
Tra i più noti è La noia del 1960 che vinse il premio Viareggio, al quale segue la raccolta di novelle L'automa del 1962, L'uomo come fine del 1964, L'attenzione del 1965, Una cosa è una cosa del 1967.

### Gli influssi del romanzo sperimentale e della psicoanalisi reichiana
Le opere del periodo seguente, pur avendo impegno diseguale, si arricchiscono di nuove forme. In alcune di essi si risentono gli influssi del romanzo sperimentale, soprattutto dell'école du regard, in altre viene approfondito il tema psicoanalitico  che riprende le teorie di Wilhelm Reich, discepolo di Freud, incentrate sulla sessualità o ancora il tema politico e in specifico quello del terrorismo: Il paradiso del 1970, Io e lui del 1971, Boh del 1976, La vita interiore del 1978, La cosa del 1983, L'uomo che guarda del 1985, Viaggio a Roma del 1988, Palocco del 1990.

## Poetica

### Il realismo
La passione civile e la curiosità culturale, che hanno accompagnato Moravia per tutta la sua attività letteraria, lo rende scrittore impegnato sempre teso verso la razionalità. L'opera di Moravia è legata al realismo ed egli indaga le patologie delle classi sociali, specialmente dell'alta e della media borghesia.

La sua critica “moralistica” alla società borghese, secondo Edoardo Sanguineti, costituiva un approccio «del tutto legittimo, ma abbastanza fuorviante, a suo parere, anche perché le classi sociali in Moravia erano impostate secondo criteri tutto sommato “banali”, generici e molto schematici: una semplice “lotta” tra “ricchi” e “poveri”, senza peraltro sbocchi “operativi”, e sui quali anzi s’innesta una sorta di “fatalismo deterministico”».
Moravia, in realtà, riesce a distaccarsi dalla sua materia in modo lucido e a descrivere in modo minuziosamente oggettivo le varie realtà, come nella migliore tradizione della narrativa verista, senza lasciarsi tentare da alcuna compiacenza narrativa sempre tesa a ricreare i caratteri e soprattutto gli stati d'animo.

### Lo stile
Lo stile della sua prosa è spoglio e disadorno, le parole volutamente povere e comuni per concentrarsi sulla costruzione del periodo con una sintassi elaborata. Ogni proposizione della sua prosa corrisponde a singole osservazioni psicologiche che s'incastrano in un montaggio perfetto fino ad affermare uno stato d'animo particolare.  Il suo è uno stile esclusivamente da narratore che non si compiace di effetti lirici ma si affida esclusivamente allo svolgersi del periodo.
Nelle opere più tarde la sua prosa diventa sempre più scarna legata ad una struttura dialogica che rende più evidente il monologo interiore come è tipico della grande narrativa del Novecento.

### L'ideologia della trasgressione
I rapporti tra l'individuo e la società, tra l'es e il super-io vengono analizzati attraverso il tema del sesso secondo una tematica freudiana e marxista che segue le ideologie della trasgressione sia nella sfera politica, sia in quella privata.